# Schema elettrico

Lo schema elettrico di un contatore a 4 bit a tecnologia TTL, un tipo di automa a stati finiti

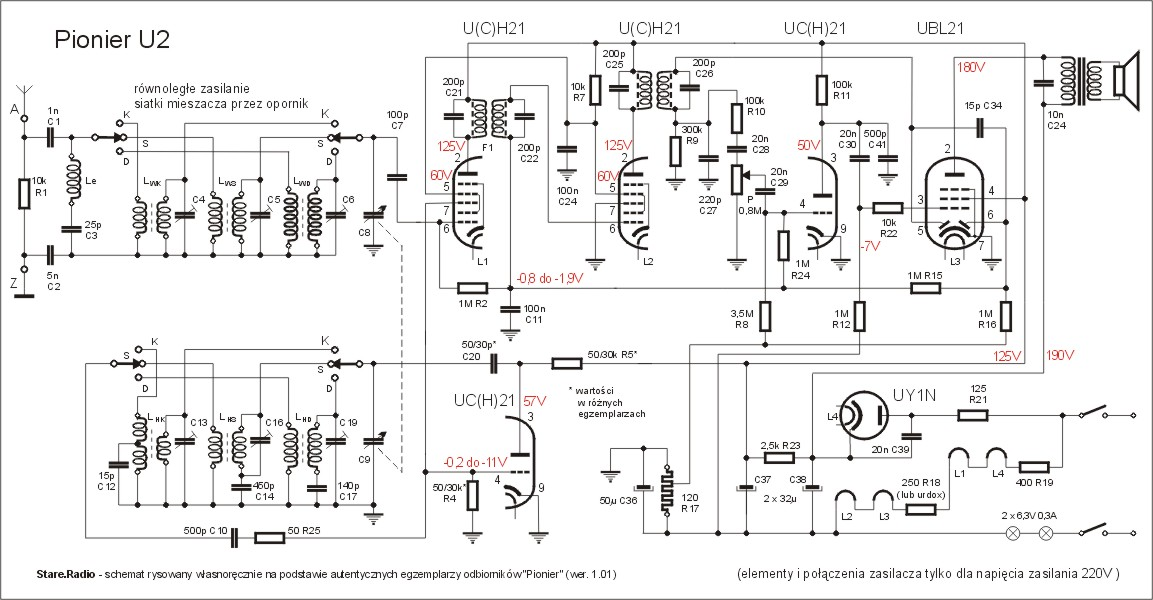
Lo schema elettrico di una radio Pioneer realizzata in Polonia a partire dal 1948

Uno schema o diagramma elettrico è la rappresentazione semplificata di un circuito elettrico o elettronico che fa uso di simboli convenzionali.
La prima semplificazione è dovuta alla rappresentazione del circuito reale mediante componenti a parametri concentrati. In pratica non vengono presi in considerazione i fenomeni parassiti (la presenza di interferenze dovute a fenomeni induttivi o capacitivi tra connessioni e/o componenti).
Oltre ai componenti del circuito stesso e ai loro collegamenti, lo schema può presentare informazioni circa le proprietà dei segnali che lo caratterizzano, come i valori di tensione o intensità di corrente, ed eventualmente anche le loro forme d'onda. La disposizione dei componenti nello schema non corrisponde necessariamente alla loro posizione fisica nel circuito vero e proprio; le loro connessioni rispecchiano però quelle reali.

## Gli schemi elettrici nella riparazione e manutenzione
Gli schemi elettrici sono indispensabili, oltre che per la progettazione e il montaggio, anche e soprattutto per la manutenzione degli impianti, quadri, armadi, cabine, dispositivi elettrici ed elettronici.
Quando la complessità dell'apparecchio o dell'impianto è tale da non permettere la sua rappresentazione su un unico foglio, lo schema viene suddiviso in più fogli, documentando in modo chiaro l'indispensabile interruzione grafica dei collegamenti elettrici tra un foglio ed l'altro. Nel caso in cui l'impianto o l'apparecchio sia costituito da più circuiti aventi funzioni diverse, lo schema elettrico viene suddiviso in sezioni, ognuna relativa al proprio blocco circuitale. Apparecchiature molto complesse, quali ad esempio dei costruttori Keysight (ex Agilent e Hewlett-Packard) e Tektronix, necessitano la suddivisione del proprio schema elettrico in decine di fogli. Gli schemi elettrici di impianti e quadri di automazione possono arrivare a centinaia o persino migliaia di fogli.
La qualità della stesura grafica dello schema elettrico nonché la relativa documentazione dei segnali presenti nel circuito, influisce fortemente sulla possibilità di operare sul circuito in caso di manutenzione o malfunzionamento; non tutti i progettisti prodigano lo stesso impegno. Proverbiale è la documentazione nei manuali di servizio del costruttore Keysight; nella sezione "ricerca guasti", il costruttore prende per mano il tecnico, indicandogli le procedure da seguire per individuare il punto di origine del guasto; al tempo in cui la documentazione era fornita unicamente su carta, era usuale trovare negli schemi elettrici, in corrispondenza dei punti principali del circuito, la foto ripresa sullo schermo dell'oscilloscopio, della forma d'onda ed il suo valore di tensione, del segnale presente in quel punto.
Negli anni '70, il costruttore Tektronix in quegli anni indiscusso leader mondiale nel campo degli oscilloscopi, negli schemi elettrici di qualche modello, inseriva buffi personaggi da fumetto, come ad esempio nel circuito dell'attenuatore d'ingresso del portatile 475, compare un cowboy che spara in corrispondenza dei punti di contatto elettrico del commutatore operante sui terminali dei moduli attenuatori; su altri modelli, nel circuito dell'amplificatore verticale, compare un maghetto con bacchetta magica, che corre lungo il circuito.

## Gli schemi elettrici nell'era informatica
Da diversi decenni, gli schemi elettrici vengono interamente sviluppati mediante opportuni software che aiutano il progettista con tante funzioni automatizzate, come ad esempio la nomenclatura automatica dei dispositivi indicati sullo schema e delle relative connessioni. Varie aziende produttrici/fornitrici di materiale elettrico ed elettronico forniscono un proprio software dedicato che contiene, nel database del software stesso, il catalogo compreso di listino dei prezzi di tutti i prodotti forniti, permettendo dunque al progettista di preparare in tempo reale, oltre allo schema elettrico, anche la distinta del materiale necessario per la realizzazione dell'impianto o del dispositivo. Opportune sezioni spesso opzionali di suddetti software, permettono di realizzare annotazioni specifiche per l'installazione, la manutenzione e le riparazioni, anche se, nello specifico caso di schede elettroniche guaste, l'eventuale riparazione può risultare antieconomica rispetto ad una sostituzione con una scheda nuova.

### Sviluppo dello schema elettrico
La realizzazione dello schema elettrico avviene posizionando i componenti su uno o più fogli virtuali e collegandoli con dei fili o dei bus sullo schermo del computer. Nella pratica attuale la presenza di schede elettroniche e di componenti cablati rende più pratico scindere lo schema elettrico nella parte di cablaggio e in quella delle schede elettroniche presenti nell'apparecchio.
Per semplificare consideriamo il caso più frequente in cui si debba realizzare una singola scheda parte di un sistema più complesso che costituisce il progetto dell'apparecchio.

### Schema elettrico di una scheda elettronica

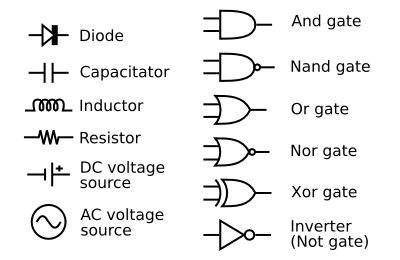
Esempio di componenti disponibili nelle librerie dei programmi per lo sviluppo di uno schema elettrico

I simboli dei componenti vengono prelevati dalle librerie disponibili e posizionati sul foglio elettronico. Per ogni componente, richiamato da una libreria o, se non presente, creato ex novo si possono stabilire le varie caratteristiche: 
- Tipo di package (chiamato anche contenitore o case o pcb footprint) che si desidera usare
- Codice del componente che verrà passato al magazzino o all'ufficio acquisti se il componente non è disponibile.
- Altre caratteristiche che possono essere utili (ad esempio parametri elettrici per eventuale simulazione circuitale: verifica del comportamento del circuito al computer).

Si stabiliscono le connessioni che si vogliono realizzare collegando i componenti come desiderato. Anche per le connessioni si possono stabilire caratteristiche indispensabili nello sviluppo della scheda: isolamenti tra le connessioni se sono presenti tensioni rilevanti, correnti massime da prevedere, altre informazioni che possono essere utili nello sviluppo del progetto.
Terminato lo schema elettrico si possono effettuare dei primi controlli a seconda del software disponibile:
- Verifica delle connessione con segnalazione di errori (design rule check o nomi simili): connessioni tra fogli diversi, conflitti per connessione di più uscite tra di loro, pin di componenti non connessi, ecc.
- Simulazioni del circuito (vedi la voce relativa) per prime verifiche del funzionamento nelle varie condizioni desiderate.

Il risultato è la creazione di:
- una lista dei componenti con indicati i package da utilizzare nello sviluppo del prodotto
- una netlist: lista delle connessioni tra i pin dei componenti

Con queste informazioni si può procedere allo sviluppo del master del circuito stampato (o pcb, printed circuit board)..
Il master è costituito da una serie di file in formato chiamato gerber (più altri file come indicazioni per la foratura del pcb e coordinate di montaggio dei componenti per la realizzazione del circuito stampato) e da questi verranno sviluppati i prototipi o la produzione di serie.